# Skive Ådal Bro
Skive Ådal Bro er en del af omfartsvejen (Ringvej Syd) omkring Skive. Broen indgår som en del af Primærrute 26.

## Historie
Den 30. oktober 1996 klippede Skives borgmester, Jonna Stavnsbjerg, snoren og åbnede dermed den sidste, vestlige strækning af en ny forbindelsesvej for Primærrute 26 syd om Skive. Midt- og øststrækningen var taget i brug tidligere. På indvielsestidspunktet var broen Danmarks længste dalbro.